# Servais Knaven
Theodorus Josephus Hendrikus "Servais" Knaven (nascido em 6 de março de 1971) é um ciclista holandês, profissional entre 1994 e 2010. Representou os Países Baixos nos Jogos Olímpicos de Verão de 1992 e 2004, participando em provas de ciclismo de pista e estrada.
Durante sua carreira profissional, suas realizações mais notáveis são a vitória da Paris-Roubaix de 2001, o Campeonato dos Países Baixos em Estrada de 1995 e uma etapa do Tour de France de 2003.